# Violeta Sara-Lafosse
Violeta Sara-Lafosse (Lima, 17 de febrero de 1927 - Lima, 8 de julio de 2021) fue una socióloga, docente e investigadora peruana dedicada a los estudios sobre equidad de género, condiciones de vida y de trabajo de las mujeres, coeducación y familia. Fue la primera Profesora Emérita de la Pontificia Universidad Católica del Perú en recibir ese reconocimiento en el año 1999.

## Biografía
Violeta Sara-Lafosse nació el 17 de febrero de 1927 en Lima. Sus padres fueron Fortunato Sara-Lafosse, dentista, y María Luisa Valderrama, quienes tuvieron cuatro hijos, de los cuales Violeta fue la única que se interesó en ir a la universidad y formarse profesionalmente.
Se casó con Máximo Vega Centeno (profesor principal del Departamento de Economía de la Pontificia Universidad Católica del Perú) con quien tuvo dos hijos, Rafael (arqueólogo) y Pablo Vega Centeno (sociólogo). Violeta y Máximo formaban parte del Instituto de Promoción Humana (IPH) que congregaba profesionales comprometidos con la reducción de las desigualdades y el cambio social en el país. Ambos fueron becados para estudiar en Bélgica, donde consolidan sus lazos como pareja y se casan el 15 de abril de 1963.
Falleció el 8 de julio de 2021 a los 94 años.

## Trayectoria
Estudió educación con especialización en matemáticas en la Universidad Nacional Mayor de San Marcos. Al terminar sus estudios, comienza a trabajar en la escuela normal. Durante esos años, fundó el Instituto de Promoción Humana (IPH), organización conformada por profesionales comprometidos con la realidad social y la necesidad de cambios en el país. Esa experiencia la impulsa a formarse en sociología, carrera que pudo seguir gracias a una beca en la Universidad de Lovaina, Bélgica. A su regreso se dedicó a la enseñanza de cursos de demografía, violencia y familia en la Facultad de Ciencias Sociales de la Pontificia Universidad Católica del Perú.
Algunas de sus alumnas como Catalina Romero, Blanca Fernández y Amelia Fort reconocen en ella una de las primeras docentes de dicha facultad. Asimismo, la recuerdan como una profesional rigurosa y comprometida, y como un ejemplo para las nuevas generaciones de mujeres en las ciencias sociales.
Junto con Blanca Fernández, publicaron sobre la coeducación en los colegios públicos de Lima en una época en la que los centros educativos estaban segregados por sexo. Esta investigación contribuyó a la inclusión de hombres y mujeres en las escuelas.
Como parte de un proyecto del Population Council, formó parte del grupo de trabajo "Servicios urbanos y mujeres de bajos ingresos" cuyo objetivo era investigar y proponer políticas públicas a nivel municipal. Violeta se encargó del estudio sobre comedores populares y, fruto de él, surgió Comedores comunales. La mujer frente a la crisis, primer libro sobre esa temática y que hasta hoy es fuente de consulta. Buscó que su investigación sirva para las mujeres que participaron de su estudio y, de ese modo, se convirtió en promotora de los primeros comedores populares.
En ese sentido, Violeta Sara-Lafosse es reconocida como pionera en la investigación de la población femenina peruanaː

"En tal sentido deseo destacar, con el seguro beneplácito de ustedes, el papel pionero de Violeta en los estudios sobre la población femenina en el Perú. Quienes cultivan ese campo de estudios, estoy seguro, saben reconocer en ella a una precursora y maestra, que abrió sendas de reflexión teórica y de indagación empírica. (Lerner, 2000)

## Activismo
Helen Orving en su libro 25 años de feminismo en el Perú: historia, confluencias y perspectivas menciona que Violeta Sara-Lafosse, junto a otras feministas de la época fueron forjadoras del Movimiento de Promoción de la Mujer. Posteriormente, participarían en la formación de la Red Nacional de Promoción de la Mujer.

## Premios y reconocimientos
El 20 de octubre del 1999, Violeta Sara-Lafosse fue distinguida como "Profesora Emérita del Departamento Académico de Ciencias Sociales de la PUCP", en reconocimiento a sus altas calidades personales, a su fecunda trayectoria académica y a su notable contribución al desarrollo de las ciencias sociales en el país.
El Colegio de Sociólogos del Perú y el Centro Flora Tristán reconocieron su importante trayectoria profesional por sus 25 años trabajando por los derechos de las mujeres.
En el año 2005, recibió el "Premio Nacional Orden al Mérito de la Mujer" en la categoría desempeño de su profesión por su labor investigadora por parte del Ministerio de la Mujer y Poblaciones Vulnerables.
El 8 de marzo del 2013, fue distinguida con el "Premio Lima Warmi 2013" por su valiosa dedicación a la promoción de la igualdad de género en el Perú así como por haber sido una de las artífices de la creación de la Red Nacional de Promoción de la Mujer.

## Publicaciones

### Libros
- Sara-Lafosse, Violeta (1974). Dinámica de población y relaciones sociales. Lima: Pontificia Universidad Católica del Perú, Departamento de Ciencias Sociales.
- Sara-Lafosse, Violeta (1974). La ley de reforma agraria no. 17716 y sus implicancias en la estructura familiar. Lima: Pontificia Universidad Católica del Perú. Area de Sociología.
- Sara-Lafosse, Violeta (1978). La familia y la mujer en contextos sociales diferentes. Lima: Pontificia Universidad Católica del Perú, Departamento de Ciencias Sociales.

### Artículos
«Ciudadanía, democracia y género en la escuela» (en Maestros, Vol. 4, No. 8, pp. 41-43, 1997)
«La mujer en el siglo XXI» (en Defensa y desarrollo nacional, Año 15, no. 16, Octubre, pp. 221-248, 1996)
«¿Hacia donde va la familia?» (en Páginas, Vol. 21, no. 140, pp. 12-17, 1996) 
«¿Por qué hay madres abandonadas?» (en Páginas, Vol. 20, no. 134, agosto, pp. 26-36, 1995)
«La educación de la mujer y la coeducación» (en Debates En Sociología, No 17, pp. 55-82, 1992) 
«Formación para la vida familiar y sexual» (en Educando, No. 18, agosto, pp. 14-16, 1991) 
«Valor del trabajo de la campesina» (en Sociología, No. 10, pp. 61-67, 1985) 
«Campesinas de Characato» (en Allpanchis, Vol. 17, No. 25, pp. 173-194, 1985) 
«Crisis familiar y crisis social en el Perú» (en Revista de la Universidad Católica. Nueva serie, No. 15-16, pp. 99-112, 1984) 
«El trabajo a domicilio: antecedentes generales y análisis del caso de las confeccionistas» (en Debates En Sociología, No. 7, pp. 83-98, 1982)